# Reviews of Geophysics
Reviews of Geophysics ist eine derzeit vierteljährlich erscheinende begutachtete wissenschaftliche Fachzeitschrift, die von Wiley für die American Geophysical Union herausgegeben wird. Chefredakteur ist Fabio Florindo.
Die Zeitschrift publiziert systematische Übersichtsarbeiten zu geowissenschaftlichen Themen sowie der Weltraumforschung. Dabei werden Artikel nur auf Einladung durch die Redaktion in Auftrag gegeben.
Der Impact Factor lag im Jahr 2019 bei 21,45. 